# МКС-53
МКС-53 — п'ятдесят третій довготривалий екіпаж Міжнародної космічної станції. Його робота тривала з 2 вересня до 14 грудня 2017 року. Експедиція розпочалася з моменту відстиковки від станції корабля Союз МС-04, на якому повернулись троє членів попередніх експедицій. Експедиція-53 завершилася 14 грудня 2017 року з моменту відстиковки корабля Союз МС-05 від МКС. Члени екіпажу «Союз МС-06» продовжили роботу на борту МКС у складі експедиції-54.

## Екіпаж
З 2 вересня 2017 у складі експедиції троє космонавтів, з 12 вересня — шестеро. Сергій Рязанський, Рендолф Брезник і Паоло Несполі прибули до МКС на кораблі «Союз МС-05» 28 липня 2017 року та спочатку брати участь у роботі експедиції-52. Інші троє учасників експедиції-53 прибули до МКС кораблем «Союз МС-06».
| Посада                              | Прізвище, ім'я (кількість космічних польотів), організація, країна | Старт                   | Прибуття до МКС         | Відліт із МКС           | Приземлення             |
| ----------------------------------- | ------------------------------------------------------------------ | ----------------------- | ----------------------- | ----------------------- | ----------------------- |
| Бортінженер МКС-52, командир МКС-53 | Сергій Рязанський (2), Роскосмос, (Росія)                          | 28.07.2017 «Союз МС-05» | 28.07.2017 «Союз МС-05» | 14.12.2017 «Союз МС-05» | 14.12.2017 «Союз МС-05» |
| Бортінженер МКС-52/53               | Рендолф Брезник (2), НАСА, (США)                                   | 28.07.2017 «Союз МС-05» | 28.07.2017 «Союз МС-05» | 14.12.2017 «Союз МС-05» | 14.12.2017 «Союз МС-05» |
| Бортінженер МКС-52/53               | Паоло Несполі (1), ЄКА, (Італія)                                   | 28.07.2017 «Союз МС-05» | 28.07.2017 «Союз МС-05» | 14.12.2017 «Союз МС-05» | 14.12.2017 «Союз МС-05» |
| Бортінженер МКС-53, командир МКС-54 | Олександр Місуркін (2), Роскосмос, (Росія)                         | 12.09.2017 «Союз МС-06» | 13.09.2017 «Союз МС-06» | 27.02.2018 «Союз МС-06» | 28.02.2018 «Союз МС-06» |
| Бортінженер МКС-53/54               | Марк Ванде Хей (1), НАСА, (США)                                    | 12.09.2017 «Союз МС-06» | 13.09.2017 «Союз МС-06» | 27.02.2018 «Союз МС-06» | 28.02.2018 «Союз МС-06» |
| Бортінженер МКС-53/54               | Джозеф Акаба (1), НАСА, (США)                                      | 12.09.2017 «Союз МС-06» | 13.09.2017 «Союз МС-06» | 27.02.2018 «Союз МС-06» | 28.02.2018 «Союз МС-06» |

## Етапи місії

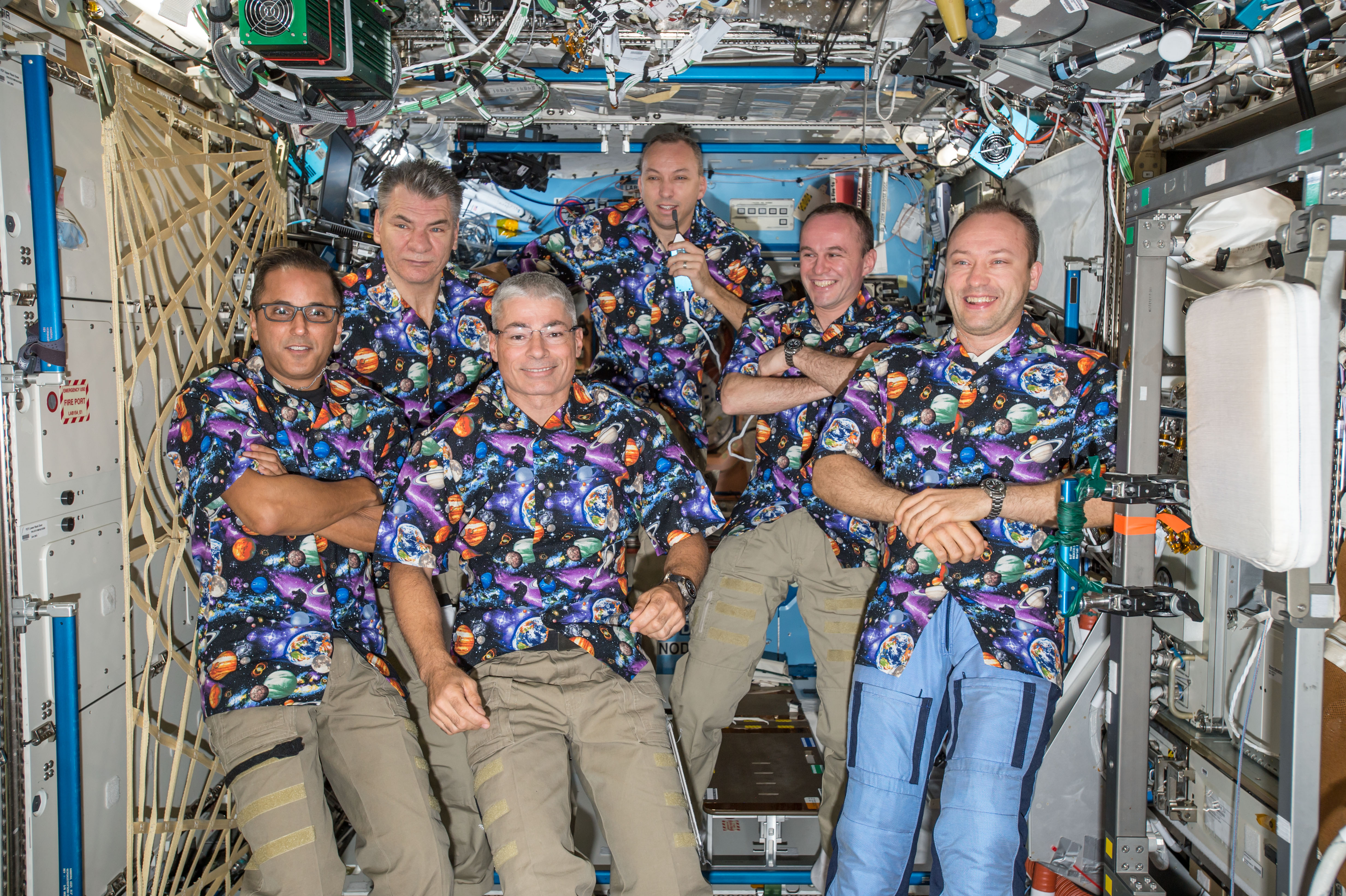
Члени експедиції-53, 22.09.2017

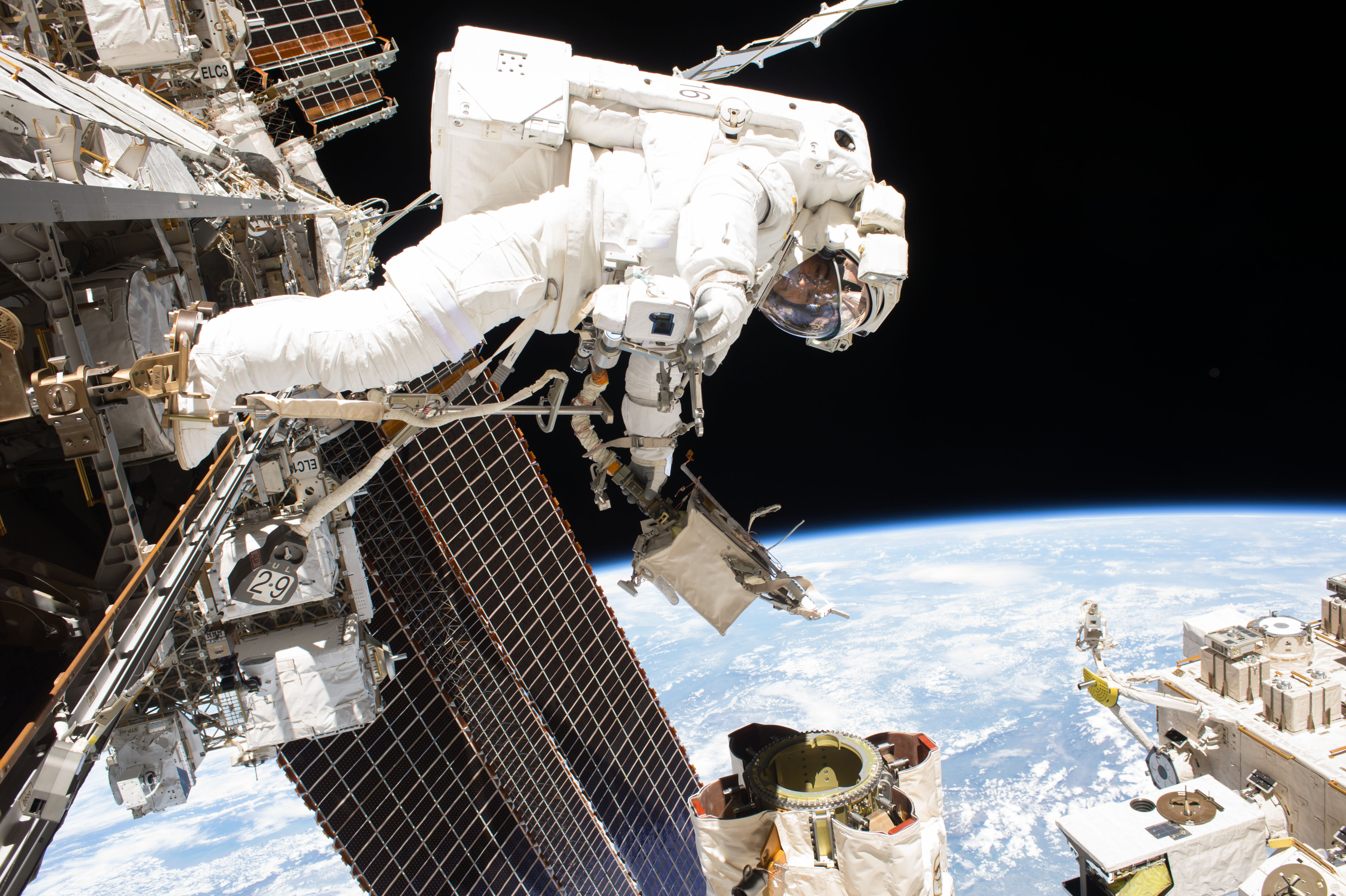
Марк Ванде Хей під час виходу у відкритий космос, 10.10.2017

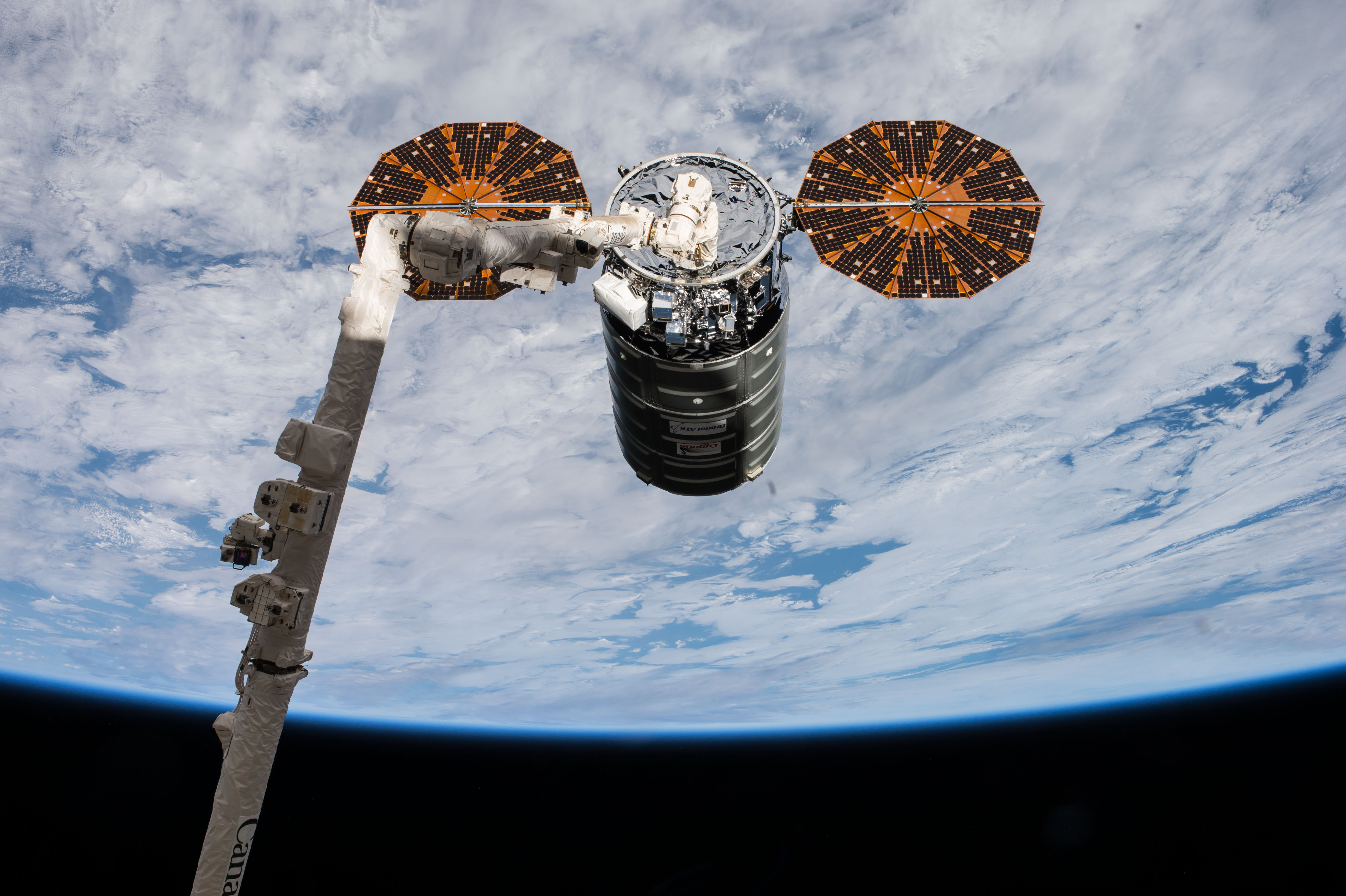
Cygnus CRS OA-8Е, захоплений краном Канадарм2, 14.11.2017

2 вересня 2017 року о 21:58 (UTC) корабель Союз МС-04 з трьома космонавтами на борту (Ф. Юрчихін, Дж. Фішер та П. Вітсон) відстикувався від МКС та за декілька годин успішно приземлився на території Казахстану. На цьому завершилася робота 52-ї експедиції МКС. Р. Брезник, С. Рязанський та П. Несполі, які залишилися на борту станції, продовжили роботу у складі 53-ї експедиції.
13 вересня до МКС пристикувався корабель Союз МС-06 із трьома космонавтами на борту — Олександром Місуркіним, Марком Ванде Хейєм та Джозефом Акаба. Зближення та стикування відбулося в автоматичному режимі. Екіпаж станції став нараховувати 6 космонавтів.
17 вересня від станції відстикувався вантажний корабель Dragon місії SpaceX CRS-12, який був у складі МКС з 16 серпня. Відстиковку здійснювали Р. Брезник і П. Несполі. Dragon невдовзі приводнився у Тихому океані та доставив на Землю понад 1,7 тонни вантажів, у тому числі зразки, зібрані під час наукових експериментів з біології.
27 вересня здійснено планову корекцію орбіти МКС з метою підготовки до майбутнього стикування з кораблем «Прогрес МС-07». Для цього на 220 сек. було включено двигуни вантажного корабля «Прогрес МС-06», пристикованого до станції.
5 жовтня Рендолф Брезник та Марк Ванде Хей здійснили позаплановий вихід у відкритий космос під час якого було здійснено ремонт механізму захоплення крана-маніпулятора Канадарм2. Роботи тривали протягом 6 год. 55 хв.
10 жовтня Р. Брезник та М. Ванде Хей здійснили вихід у відкритий космос під час якого змастили новий захоплювач на Канадарм2, а також встановили нові камери на поверхні станції.
16 жовтня до станції пристикувався вантажний корабель «Прогрес МС-07», запущений 14 жовтня. Стикування відбулося в автоматичному режимі. «Прогрес» доставив на МКС близько двох з половиною тонн різноманітного вантажу, у тому числі паливо, повітря, обладнання для підтримання станції в робочому стані, посилки й засоби для забезпечення життєдіяльності членів екіпажу.
20 жовтня Р. Брезник та Дж. Акаба здійснили вихід у відкритий космос тривалістю 6 год. 49 хв. Космонавти замінили блок освітлення в телекамері на Канадарм2, встановили ще одну камеру, замінили елемент електрообладнання на Dextre і зняли термоізоляційне покриття з двох блоків МКС.
2 листопада за допомогою корабля «Прогрес МС-06», пристикованого до станції, здійснено коригування орбіти. Для цього двигуни вантажного корабля було включено на 206 сек.
14 листопада вантажний корабель Cygnus місії CRS Orb-8 пристикувався до МКС. Cygnus було захоплено за допомогою крана-маніпулятора Канадарм2, після чого пристиковано до модуля Юніті. Корабель стартував 12 листопада та доставив на станцію 3338 кг вантажу, в тому числі — їжа та речі для екіпажу, матеріали для наукових експериментів, обладнання і деталі станції.
29 листопада здійснено планову корекцію орбіти МКС. Для цього на 183,6 сек. було включено двигуни вантажного корабля «Прогрес МС-06», пристикованого до станції.
14 грудня о 5:14 (UTC) корабель Союз МС-05 з трьома космонавтами на борту (С. Рязанський, Р. Брезник та П. Несполі) відстикувався від МКС та за декілька годин успішно приземлився на території Казахстану. На цьому завершилася робота 53-ї експедиції МКС. О. Місуркін, В. Хей, Дж. Акаба, які залишилися на борту станції, продовжили роботу у складі 54-ї експедиції.

## Цікаві факти
26 жовтня космонавти вперше за історію космічних польотів провели сеанс відеозв'язку з Папою Римським, Франциском.